# Rossiomyces falcatus
Rossiomyces falcatus är en svampart som först beskrevs av T. Majewski, och fick sitt nu gällande namn av R.K. Benj. 2001. Rossiomyces falcatus ingår i släktet Rossiomyces och familjen Laboulbeniaceae.  Arten är reproducerande i Sverige. Inga underarter finns listade i Catalogue of Life.